# Saintpaulia
Saintpaulia é um género botânico pertencente à família Gesneriaceae. O género recebeu este nome em referência ao barão Walter von Saint Paul Illaire, comissário de distrito da província Tanga, Tanganica (actualmente Tanzânia), que aí a descobriu, em 1892, enviando sementes para seu pai, um botânico amador na Alemanha.

## Sinonímia
É vulgarmente conhecida por violeta-africana, mas deve notar-se que, apesar das semelhanças aparentes, não é de facto uma violeta que pertence à família Violaceae.
É muito cultivada como planta de interior. Deve ser aguada com parcimónia, apenas quando as folhas fiquem ligeiramente caídas, de preferência mergulhando o vaso em água de forma a não molhar as folhas. É desta forma que se obterão mais flores.

## Espécies
Apresenta 23 espécies:
| - Saintpaulia alba - Saintpaulia amaniensis - Saintpaulia brevipilosa - Saintpaulia confusa - Saintpaulia difficilis - Saintpaulia diplotricha - Saintpaulia goetzeana | - Saintpaulia grandifolia - Saintpaulia grotei - Saintpaulia inconspicua - Saintpaulia intermedia - Saintpaulia ionantha - Saintpaulia kewensis | - Saintpaulia magungensis - Saintpaulia nitida - Saintpaulia orbicularis - Saintpaulia pendula - Saintpaulia pusilla - Saintpaulia rupicola | - Saintpaulia shumensis - Saintpaulia teitensis - Saintpaulia tongwensis - Saintpaulia velutina - Saintpaulia hybriden |

## Nome e referências
Saintpaulia J.C.Wendl.